# 2018年津巴布韋大選
2018年津巴布韋大選定於2018年7月30日舉行，選出新一屆總統和國會參眾兩院議員，這是羅伯特·穆加貝2017年11月遭軍方發動政變被迫下台後的首次直接選舉。
2018年5月30日，總統埃默森·姆南加古瓦發出公告宣佈選舉日期。
根據津巴布韋憲法，本次大選需於現屆國會任期屆滿前舉行，即需於2018年8月21日前舉行。

## 選舉制度
總統選舉採用两轮选举制。
眾議院的270個席位中，210席由單議席選區選出，60個女性席位由10個6議席選區以比例代表制選出。選民投下單一選票，同時在兩種選舉中計票。參議院的80個席位中，60席由10個6議席選區以比例代表制選出，所有名單排首位的人必须是女性，後面則為男女相隔。其餘20席的其中2席預留予殘疾人士，18席預留予傳統酋長。

## 投票結束後
7月31日，兩名主要候選人都表示自己勝出選舉，其中查米薩引用前財政部長比提的消息，稱自己獲過半票數當選總統。同日政府表示選舉沒有被操控。津巴布韋選舉委員會多番延遲公布總統選舉的時間，引發反對派支持者憤怒並爆發暴動，批評選舉被造假。
8月1日，政府威脅會拘捕公佈非官方選舉結果的人，明顯針對比提。選舉委員會亦在當日陸續公布選舉結果，非民盟得到過半議席，令民革運勝算大減。反對派得悉消息後封閉前往點票中心的道路，與警方對峙。晚上，首都哈拉雷有車輛被縱火。士兵繼去年11月政變後再次進入首都，並與警方開槍鎮壓示威，造成至少六名示威者死亡。示威者其後被驅離首都的中心區。
8月2日，選委會要求所有國民接受選舉結果，查米薩再次重申自己勝出。選舉委員會再次延遲公布結果，歐盟監察組織批評「越遲公佈結果，選舉公信力越低」。
8月3日清晨時間（即當地時間2號晚上），選舉委員會終於公布總統選舉結果。

## 結果

### 總統選舉
选举委员会公布的数据显示，执政党候选人、现任总统姆南加古瓦获得246万票，占总选票数的50.8％，当选总统。反对党联争取民主变革运动领导人纳尔逊·查米萨获得214.7万票，占总选票数的44.3％。
| 參選人                          | 參選人            | 政黨／聯盟                     | 得票      | %    |
| ------------------------------- | ----------------- | ------------------------------ | --------- | ---- |
|                                 | 埃默森·姆南加古瓦 | 津巴布韦非洲民族联盟－爱国阵线 | 2,460,463 | 50.8 |
|                                 | 納爾遜·查米薩     | 争取民主变革运动－茨万吉拉伊   | 2,147,436 | 44.3 |
|                                 | 其他21人          |                                | 167,669   |      |
| 無效票／空白票                  | 無效票／空白票    | 無效票／空白票                 |           | –    |
| 總計                            | 總計              | 總計                           |           | 100  |
| 已登記選民／投票率              |                   |                                |           |      |
| 來源：ZBC（页面存档备份，存于） |                   |                                |           |      |

### 眾議院選舉
|                                     |                              |      |     |        |          |      |      |  |  |
| 政党                                | 政党                         | 票数 | %   | 席位   | 席位     | 席位 | 席位 |  |  |
| 政党                                | 政党                         | 票数 | %   | 单议席 | 女性议席 | 总计 | +/–  |  |  |
|                                     | 非洲民族聯盟－愛國陣線       |      |     | 144    | 35       | 179  | ▼17  |  |  |
|                                     | 爭取民主變革運動聯盟         |      |     | 64     | 24       | 88   | 新   |  |  |
|                                     | 争取民主变革运动－茨万吉拉伊 |      |     | 0      | 1        | 1    | ▼69  |  |  |
|                                     | 民族愛國陣線                 |      |     | 1      | 0        | 1    | 新   |  |  |
|                                     | 其它政黨                     |      |     | 0      | 0        | 0    |      |  |  |
|                                     | 无党籍                       |      |     | 1      | 0        | 1    | ▼1   |  |  |
| 废票                                | 废票                         |      | –   | –      | –        | –    | –    |  |  |
| 总计                                | 总计                         |      | 100 | 210    | 60       | 270  | 0    |  |  |
| 投票率                              | 投票率                       |      |     | –      | –        | –    | –    |  |  |
| 资料来源：ZEC（页面存档备份，存于） |                              |      |     |        |          |      |      |  |  |

## 選後
查米薩批評選舉造假，不承認結果，並舉行記者會說明立場，但因防暴警察入場而被逼終止。8月11日，查米薩入稟法院要求重新舉行選舉，案件審理期間，司法部長延遲姆南加古瓦的宣誓儀式。8月24日，法院判處反對派敗訴，兩日後姆南加古瓦宣誓就職。